# Calefacción por vapor
Es una variante de los sistemas de calefacción en el que el caloportador es agua en fase de vapor en lugar de agua en fase líquida. Fue muy utilizado antiguamente pero con el tiempo se está abandonando, aunque aún hay muchas instalaciones en funcionamiento en muchos países.

## Funcionamiento
Su constitución es semejante a los sistemas de calefacción por agua caliente: la caldera lleva el agua a la temperatura de evaporación y el vapor recorre los emisores (radiadores) sin necesidad de bomba u otro artificio mecánico, aunque requiere una disposición específica de los elementos que forman la red para un buen funcionamiento por termosifón. Al enfriarse vuelve a la fase líquida y, condensado, el caloportador vuelve a la caldera por gravedad, para lo que la red de tuberías debe tener pendientes hacia ella. Por la misma razón las tuberías de ida suelen ser más gruesas que las de retorno. En los radiadores, en vez de purgar aire de su parte superior debe purgarse el agua condensada en su parte inferior.
La cuestión más importante para la elección del vapor es que su calor latente de vaporización es muy alto, 2257 kJ/kg, que cede en los emisores al condensar para volver de nuevo a la caldera; por ello, se transporta mucho calor con caudales pequeños de vapor.

## Ventajas e inconvenientes
Entre sus ventajas e inconvenientes se cuentan:

### Ventajas
- Los emisores (radiadores) son de menor tamaño que en los sistemas de calefacción por agua.
- Se transporta calor con caudales pequeños.

### Inconvenientes
- No es fácil hacer circular el vapor con bomba en instalaciones interiores de edificios, por lo que la disposición de la red ha de facilitar el funcionamiento por termosifón y el retorno de los condensados por gravedad. Por ello no debe de haber tramos horizontales (salvo de poca longitud y con gran pendiente) y como consecuencia, debe de haber muchas montantes.
- Por esta disposición de la red, sin posibilidad de poner una entrada y salida únicas para cada usuario, tampoco es fácil contar el calor suministrado a cada usuario, contabilización obligada por diversas normativas nacionales.[1]
- La regulación de la potencia no se puede hacer en el local de calderas (regulación por temperatura, pues si se baja la temperatura no se produce vapor), por lo que deben hacerlo los usuarios en cada uno de los emisores, mediante la llave de paso.
- La temperatura superficial de los emisores es alta (superior a los 100 °C) por lo que se pueden producir quemaduras en la piel por contacto.
- Por la misma razón, la alta temperatura superficial, en los emisores se tuesta el polvillo atmosférico y aparecen manchas negras en la pared, sobre los emisores.

Por todo ello ya no se emplea en instalaciones nuevas.